# 尼克希奇足球俱樂部
尼克希奇足球俱樂部（FK Sutjeska Nikšić）是黑山的一家足球俱樂部。主場位於尼克希奇。球隊參加黑山足球甲級聯賽的賽事。

## 外部連結
- 官方网站